# Леичешти (Арђеш)
Леичешти (рум. Leicești) насеље је у Румунији у округу Арђеш у општини Кошешти. Oпштина се налази на надморској висини од 418 m.

## Становништво
Према подацима из 2002. године у насељу је живело 1025 становника, од којих су сви румунске националности.